# 皮亞希尼察河
54°50′01″N 18°03′45″E / 54.8335°N 18.0626°E

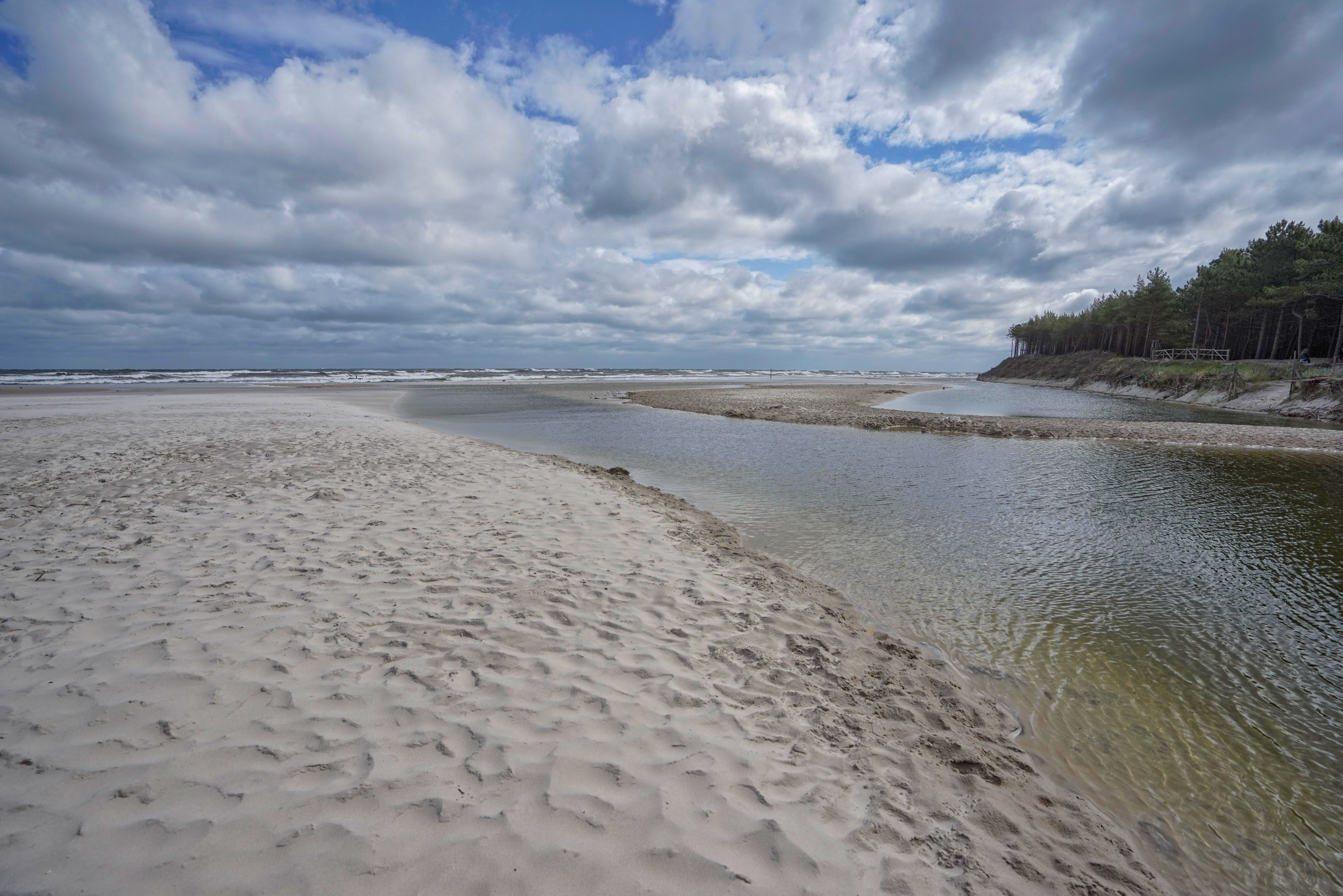

皮亞希尼察河是波蘭的河流，位於該國北部，處於濱海省，河道全長29公里，流域面積325平方公里，最終注入波羅的海。